# Witricity
Witricity (contrazione di wireless electricity, elettricità senza fili) è una tecnologia sviluppata nei laboratori del MIT di Boston (USA) e pubblicata nel 2007. Essa consente di trasmettere energia senza fili tra le apparecchiature elettriche od elettroniche, basandosi su un principio dimostrato già da Nikola Tesla nel 1893.
Funziona sfruttando il principio della risonanza reciproca: la ricerca del MIT si è concentrata sulla risonanza magnetica. Sono due bobine di rame che fungono da oscillatori, avendo la medesima frequenza di risonanza. La prima è collegata alla rete elettrica, una volta alimentata genera un campo magnetico, le onde prodotte arrivano alla seconda bobina (quella a cui è collegata l'apparecchiatura), dal momento che le due bobine risuonano alla stessa frequenza, la seconda raccoglie l'energia magnetica e la converte in elettrica, alimentando il dispositivo, che può essere una lampadina, un televisore, un computer, ecc.
Se esistono altri oggetti con una frequenza di risonanza differente, questi non ricevono nessuna alimentazione.
Per ora l'esperimento ha già permesso di accendere una lampadina da 60 W a 2 metri di distanza, ma i ricercatori stanno mettendo a punto tecniche per portare elettricità a distanze maggiori, e con potenze maggiori.